# Ryszard Wolny
Ryszard Marcin Wolny (Racibórz, 24 de marzo de 1969) es un deportista polaco que compitió en lucha grecorromana.
Participó en cinco Juegos Olímpicos de Verano, obteniendo la medalla de oro en Atlanta 1996, en la categoría de 68 kg, el séptimo lugar en Barcelona 1992, el séptimo lugar en Sídney 2000 y el 17.º en Atenas 2004.
Ganó una medalla de bronce en el Campeonato Mundial de Lucha de 1990 y cuatro medallas en el Campeonato Europeo de Lucha entre los años 1989 y 1999.

## Palmarés internacional
| Juegos Olímpicos   | Juegos Olímpicos         | Juegos Olímpicos  | Juegos Olímpicos |
| Año                | Lugar                    | Medalla           | Categoría        |
| ------------------ | ------------------------ | ----------------- | ---------------- |
| 1996               | Atlanta (Estados Unidos) | Medalla de oro    | 68 kg            |
| Campeonato Mundial |                          |                   |                  |
| Año                | Lugar                    | Medalla           | Categoría        |
| 1990               | Ostia (Italia)           | Medalla de bronce | 62 kg            |
| Campeonato Europeo |                          |                   |                  |
| Año                | Lugar                    | Medalla           | Categoría        |
| 1989               | Oulu (Finlandia)         | Medalla de oro    | 62 kg            |
| 1990               | Poznań (Polonia)         | Medalla de bronce | 62 kg            |
| 1995               | Besanzón (Francia)       | Medalla de plata  | 68 kg            |
| 1999               | Sofía (Bulgaria)         | Medalla de plata  | 69 kg            |